# Kamern
Kamern település Németországban, azon belül Szász-Anhalt tartományban. Lakosainak száma 1182 fő (2023. december 31.).

## Népesség
A település népességének változása:
| Lakosok száma | 1196 | 1206 | 1212 | 1202 | 1182 |
|               | 2017 | 2019 | 2021 | 2022 | 2023 |